# آیو تاکاهاشی
آیو تاکاهاشی (انگلیسی: Ayuo Takahashi؛ زادهٔ ۱۹ اکتبر ۱۹۶۰) آهنگساز، ترانه‌سرا، نوازنده و خواننده اهل ایالات متحده آمریکا است.